# Сквер Ополченцев Замоскворечья
Сквер Ополче́нцев Замоскворе́чья — сквер, расположенный на Новокузнецкой улице в районе Замоскворечье Центрального административного округа Москвы.

## Происхождение названия
Сквер назван 6 ноября 2018 года в честь народных ополченцев московского Замоскворечья: в июле 1941 года в каждом районе Москвы формировались дивизии народного ополчения. На территории современного района Замоскворечье были сформированы дивизии двух районов Москвы — Кировского (9-я ДНО) и Москворецкого (17-я ДНО). В начале октября 1941 года ополченцы встали стеной на подступах к Москве, задержав превосходящие силы фашистов. Совместными усилиями Красной армии и ополченцев врага удалось остановить на подступах к столице. Большинство солдат и командиров дивизий народного ополчения погибли или попали в плен.
Сквер прежде носил полуофициальное название «Сквер на Новокузнецкой».

## Расположение
Сквер расположен на Новокузнецкой улице между домом № 31, строение 3, домом № 33, строение 1 и домом № 18, строение 3 по улице Бахрушина.

## Достопримечательности
24 апреля 2015 года в сквере был открыт памятник ополченцам Замоскворечья. Автор — Народный художник России Салават Щербаков.